# سقيفة (تشريح)
السقيفة هي منطقة عامة داخل جذع الدماغ، تُعد السقيفة هي الجزء البطيني من الدماغ المتوسط بينما السقف هو الجزء الظهري من الدماغ المتوسط. تقع بين الجهاز البطيني والعقد القاعدية أو البطنية المميزة في كل مستوى، وهي تُشكِّل أرضية الدماغ المتوسط في حين أن السقف يشكل الحد الأقصى، وهي شبكة متعددة المشابك من الخلايا العصبية التي تشارك في العديد من مسارات الاستتباب والمنعكسات على مستوى اللا وعي، وهي مركز حركي ينقل الإشارات المثبطة للمهاد والأنوية القاعدية التي تمنع حركة الجسم غير المرغوب فيها.
تشتمل منطقة السقيفة على تراكيب مختلفة مثل نهاية المنصة (الأمامية/القحفية/الفموية) للتشكل الشبكي، والعديد من النوى التي تتحكم في حركات العين والمادة السنجابية المحيطة بالمسال والنواة الحمراء والمادة السوداء والمنطقة السقيفية البطنية.
السقيفة هي موقع العديد من نوى العصب القحفي (CN)، تقع نوى العصب القحفي الثالث III و الرابع IV في جزء السقيفة من الدماغ المتوسط، بينما تقع نوى العصب القحفي الخامس V إلى الثامن VIII في السقيفة على مستوى الجسر، تقع نوى العصب القحفي التاسع IX والعاشر X والإثنى عشر XII في نواة النخاع. [بحاجة لمصدر]

## التطوير
في الأجنة تكون السقيفة هي النصف الأمامي من الأنبوبة العصبية، ومع ذلك بالنسبة للسن من الجنين الحي إلى الكبار فإن السقيفة تشير فقط إلى أجزاء الدماغ التي تظل دون تغيير نسبيًا بعد التطوير أي في جذع الدماغ وخاصة الدماغ المتوسط، وتتطور أجزاء أخرى من جهة أخرى من خلال الطي والتثخن ولها أسماء مختلفة، لا تزال تعتبر السقيفة المنطقة الوسطى المستمرة من خلال جميع المستويات من جذع الدماغ.
لا تعتبر التراكيب التي تتطور للنمو البطني أو الجانبي خارج هذا الأنبوب البدائي كإضافات (على سبيل المثال الساق المخية في الجزء الأمامي من الدماغ المتوسط) جزءًا من السقيفة لأنها ليست جزءًا من الأنبوب العصبي البدائي ولكنها تنمو كإسقاطات من القشرة المخية، ومع ذلك تعتبر الأجزاء التي كانت داخل الأنبوب العصبي البدائي والتي ظلت جزءًا لا يتجزأ منه بعد التطور الكامل (على سبيل المثال النواة الحمراء) جزءًا من السقيفة.

## الانقسامات
تُشكِّل السقيفة انقسامات متميزة في الدماغ المتوسط، والجسر، والنخاع المستطيل.

### سقيفة الدماغ المتوسط
سقيفة الدماغ المتوسط هي جزء من الدماغ المتوسط يمتد من المادة السوداء إلى المسال الدماغية في قسم أفقي من الدماغ المتوسط، وتشمل الهياكل المدرجة في سقيفة الدماغ المتوسط النواة الحمراء والتشكُّل الشبكي والمادة السوداء، وتُعد النواة الحمراء هي المسؤولة عن التحكم في حركات الجسم والأطراف الأساسية، يتحكم التكوين الشبكي في الإثارة والوعي الذاتي، بينما تدمج المادة السوداء الحركات التطوعية.

### الميدان السقيفي الجانبي
يعد الميدان السقيفي الجانبي (LTF) أو السقيفة الجانبية (بشكل أكثر تحديدًا النواة الظهرية للعصب المبهم والنواة المفردة) مصدر العديد من المسارات العصبية في نظام النورأدرينالين في الدماغ.

### أخرى
الأماكن الأخرى ذات الصلة بالسقيفة هي:
- المنطقة السقيفية البطنية (VTA)
- المادة السنجابية المحيطة بالمسال
- التشكل الشبكي
- النواة الحمراء
- المادة السوداء